# Benquerença
Benquerença é uma povoação portuguesa sede da Freguesia de Benquerença do Município de Penamacor, freguesia com 28,68 km² de área e 463 habitantes (censo de 2021), tendo, por isso, uma densidade populacional de 16,1 hab./km².
Tem como principais atividades a agricultura, olivicultura, silvicultura, pecuária, serração, fabrico de materiais de construção, serralharia civil e o pequeno comércio.
Está situada a 17 km a oeste de Penamacor, entre as serras de Santa Marta e da Opa e na margem esquerda da ribeira da Meimoa. Da freguesia faz ainda parte a localidade de Quintas do Anascer.

## História
Teve a sua origem entre 1321 e 1607 e resultou da união de diversos povoados e quintas. Entre eles destacam-se o povoado de Santa Maria da Quebrada, o povoado do Forte Guilherme, o povoado do Simão e o povoado da Boa Rapariga. Somente existe registo do povoado de Santa Maria da Quebrada. A junção de todos estes povoados formou o que é hoje a freguesia da Benquerença. Dizem que a origem do seu nome, deve-se ao facto de os seus habitantes se darem muito bem.
Neste local existiu um povoamento romano, assim como em toda a região envolvente. Apesar da acentuada despovoação após a invasões árabes, Benquerença foi repovoada através da carta de aforamento a Penamacor, em 1189. Provavelmente o topónimo em "bem", advérbio, desta freguesia data desta época. Benquerença manteve-se sempre foreira à coroa e a Penamacor, conseguindo manter-se livre da influência de algumas famílias nobres que se haviam apoderado de outras freguesias do concelho.
A nível eclesiástico, a instituição da paróquia de Benquerença remonta ao século XIII / XIV pela Sé egitaniense. O arrolamento paroquial mandado realizar em todo o País por D. Dinis, comprova que já existia em 1320, pois o monarca estipulou para a paróquia de Nossa Senhora da Quebrada de Benquerença a taxa a ser paga no montante de 40 libras. O cabido da Guarda apresentava o seu prior, que tinha de rendimento anual cento e vinte mil réis (quantia elevada para a época)

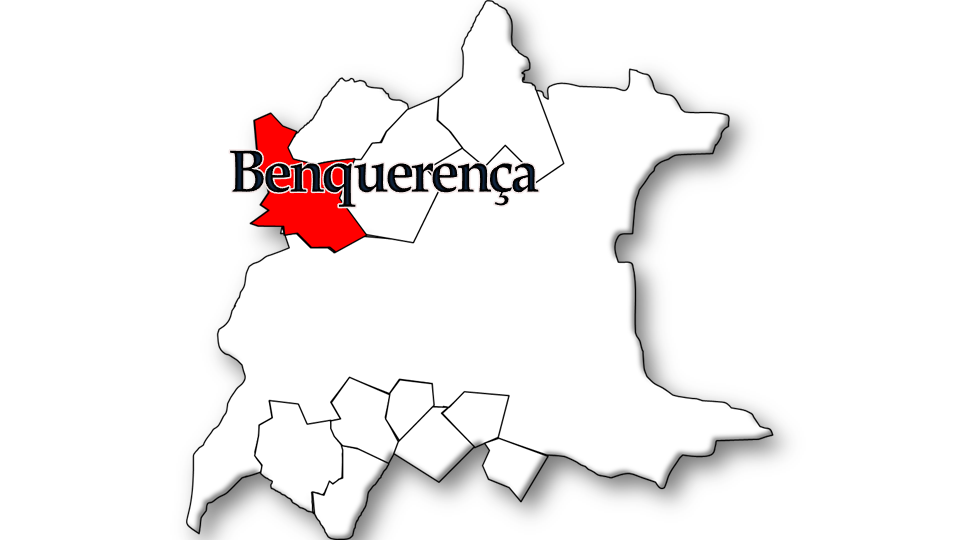
Localização da freguesia no Município de Penamacor

## Demografia
A população registada nos censos foi:
| Distribuição da População por Grupos Etários | Distribuição da População por Grupos Etários | Distribuição da População por Grupos Etários | Distribuição da População por Grupos Etários | Distribuição da População por Grupos Etários |
| -------------------------------------------- | -------------------------------------------- | -------------------------------------------- | -------------------------------------------- | -------------------------------------------- |
| Ano                                          | 0-14 Anos                                    | 15-24 Anos                                   | 25-64 Anos                                   | > 65 Anos                                    |
| 2001                                         | 52                                           | 72                                           | 265                                          | 306                                          |
| 2011                                         | 29                                           | 43                                           | 240                                          | 263                                          |
| 2021                                         | 17                                           | 21                                           | 207                                          | 218                                          |

## Património
- Igreja Matriz da Benquerença - originalmente construída no século XIV.
- Capela de Santa Marta - localizada no cume da serra com o mesmo nome. É uma pequena ermida (mais parece um nicho), que segundo a lenda, foi construída pelo povo por ali ter aparecido uma pequena imagem de Nossa Senhora.
- Capela de Nossa Senhora da Quebrada - recebe atualmente a maior festa da freguesia.
- Cruzeiro de Benquerença - tem uma data inscrita (1843) que, segundo lenda, em tempos idos, todas as freguesias que ficassem a menos de duas léguas da sede de concelho, no dia do Corpo de Deus, eram obrigadas a fazerem-se representar na procissão que ali se realizava. Como o caminho era difícil e penoso, um ano a Benquerença faltou e foi processada. O tribunal mandou medir a distância e como a freguesia ainda não chegava onde hoje chega, foi absolvida porque as duas léguas foram marcadas fora do perímetro da freguesia. Esta, em sinal de alegria e por se ver desobrigada daquele compromisso, construiu no local limite das duas léguas um cruzeiro, assinalando-o. A data deste acontecimento provavelmente terá sido a de 1843, que ainda está marcada na base do cruzeiro primitivo, tendo havido o cuidado de a preservar em posterior restauro (1959).[6]
- Forno comunitário nas Quintas do Anascer - todo construído em pedra cantaria.
- Moinhos de água
- Monumento em honra de Nossa Senhora dos Caminhos
- Bebedouros em granito (sobretudo para os animais beberem água)
- Chafarizes em granito
- Fontes de mergulho

## Brasão de Armas e Bandeira
- Brasão: Escudo de prata, charrua de negro realçada do campo, entre um ramo de oliveira de verde, frutado de negro, posto em faixa, em chefe e campanha diminuta ondada de azul e prata de três burelas. Coroa mural de prata de três torres. Listel branco, com legenda a negro: "BENQUERENÇA".
- Bandeira: Verde. Cordão e borlas de prata e verde. Haste e lança de ouro.

## Artesanato e Gastronomia
- Pratos típicos: Chanfana de ovelha; Fritada de porco; Sopas de couves; Sopas de grão; Enchidos; Pão caseiro.
- Doçaria: Doces caseiros; Filhós; Arroz doce; Sopas doces (pela altura do Carnaval).
- Artesanato típico: Candeeiros em madeira; Arranjos florais com flores silvestres; Latoaria; Molduras para quadros; Rendas e bordados; Trabalhos em linho com teares manuais; Trabalhos em madeira.

Curiosidade: Na altura do Carnaval é tradição comer partes do porco, tais como os pés, as orelhas e parte do enchido. Mais interessante é o facto de as famílias andarem de casa em casa, cumprindo esta tradição. Outra tradição e a do Santoro, aquando do falecimento de um residente, e costume a família mandar fazer uma fornada de pao e distribuir um pao por cada casa em memória do falecido.

## Festas e Romarias
- Nossa Senhora das Neves - 5 de agosto
- Nossa Senhora da Quebrada - domingo de Ascensão
- Senhora da Saúde (Anascer) - 15 de agosto
- Sagrado Coração de Jesus - julho
- Semana Cultural - semana que antecede a Páscoa
- Burricada - Sábado Santo / de Páscoa
- Concentração Motard "Os Cágados" - meio de agosto
- Rock Festival - Última Semana de julho
- Festa dos Antónios - 13 de junho
- Mercado Mensal (2ª quarta-feira de cada mês)
- Queima do Madeiro (24 de dezembro)